# Idealismo trascendentale
L'idealismo trascendentale, in filosofia, è un'accezione dell'idealismo formulata da Immanuel Kant e resa prevalente dai suoi successori, secondo la quale la forma dell'oggetto in generale non sussiste nell'oggetto stesso, ma nel soggetto che lo pensa. Nella prospettiva kantiana, questo non significa che la forma di un oggetto muti in funzione del soggetto dal quale viene pensato; se così fosse, la forma stessa sarebbe incoerente e, dunque, l'oggetto risulterebbe impensabile. Ciò che garantisce la conoscibilità di un oggetto in generale, è il processo con cui la materia grezza della percezione, che appare immediatamente alla coscienza, viene intuìta dai principi della sensibilità, le forme pure a priori dello spazio e del tempo, e organizzata come insieme di fenomeni, i quali sono poi sussunti sotto le categorie dell'intelletto, che ne rendono possibile la conoscenza. Le forme pure della sensibilità e le categorie dell'intelletto sono comuni a tutti i soggetti conoscenti: il risultato finale di tale procedimento è quindi la forma coerente dell'oggetto pensato. Il soggetto, pertanto, non conosce passivamente un oggetto già dato, ma lo pensa contribuendo attivamente - senza tuttavia esserne consapevole - a determinarne la forma.
Col termine trascendentale Kant intendeva designarlo in maniera equivalente come «idealismo formale», per distinguerlo dall'«idealismo empirico» o «materiale» che nega o mette in dubbio l'esistenza oggettiva di una realtà esterna riducendola a una rappresentazione psicologica del singolo individuo, sebbene la corrente idealistica da lui inaugurata sarebbe pervenuta ad esiti anche contrastanti con le sue posizioni.
L'uso del termine trascendentale è dovuto peraltro a un modo alquanto professionale di approcciarsi ai temi della filosofia, derivante dalla mentalità scolastica medievale, e riportato in auge nelle università tedesche dall'abitudine di ricorrere ad un linguaggio specialistico, spesso inaccessibile a chi non ne condivida il lessico.

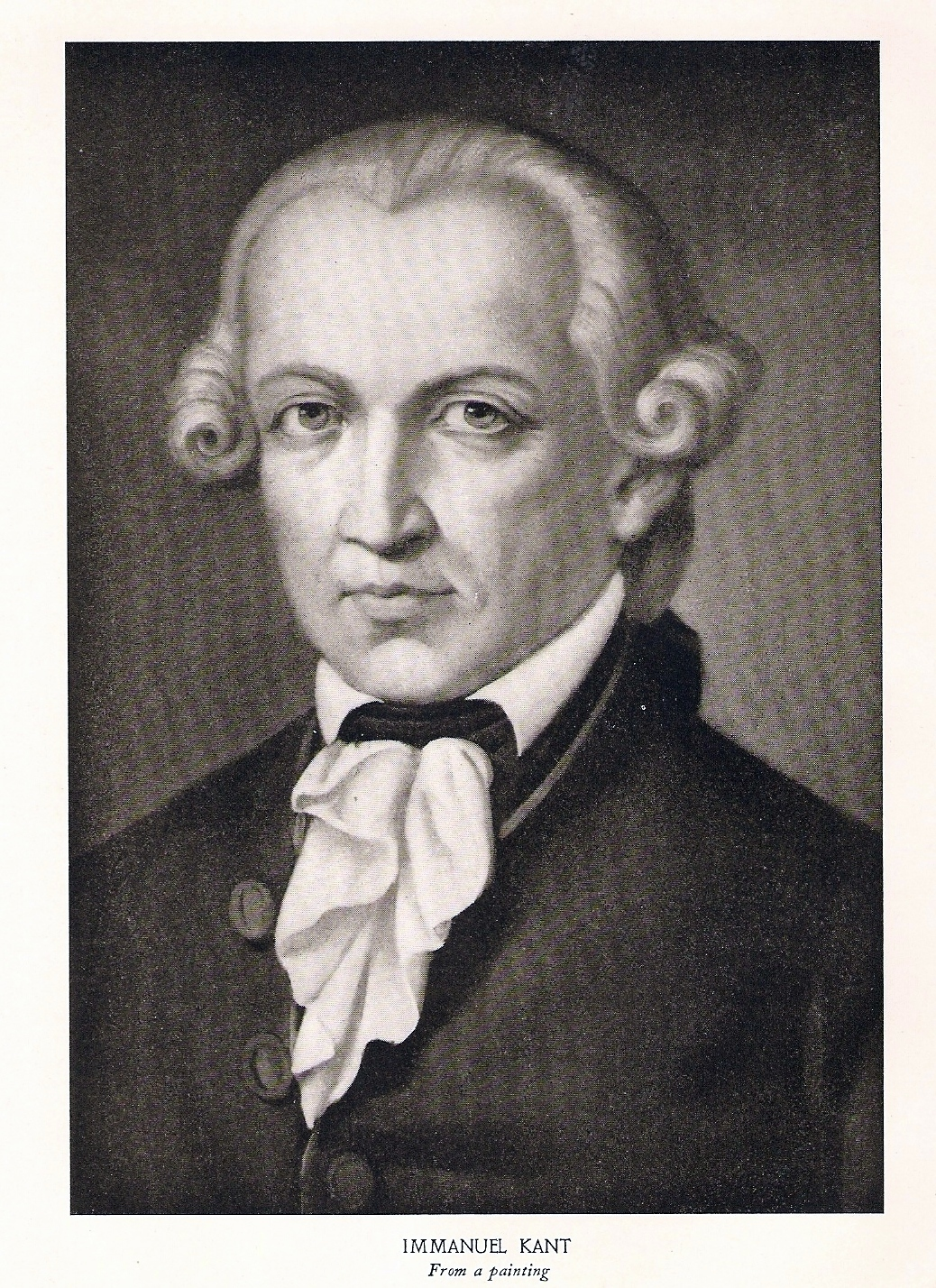
Immanuel Kant

## Kant
L'idealismo di Kant è trascendentale, cioè formale e non materiale, perché si propone di far luce sul modo in cui avviene la conoscenza, anziché sugli oggetti in sé. Secondo Kant, infatti, le condizioni di ogni conoscenza non sono poste dall'oggetto conosciuto, bensì dal soggetto stesso. È quest'ultimo a introdurre nella realtà quelle forme che, non preesistenti in essa, risultano determinanti per la sua comprensione.
Tre in particolare sono i livelli della soggettività: il primo è l'intuizione da parte dei sensi, che ricevono i dati dall'esterno secondo le forme dello spazio e del tempo. In secondo luogo intervengono i concetti elaborati dall'intelletto, la cui funzione è di organizzare quelle impressioni sensibili entro apposite categorie con cui esprimere dei giudizi. Subentra infine la ragione che collega tra di loro questi giudizi giungendo a formulare principi più generali o idee.
Kant insisteva sul carattere a priori della conoscenza, cioè formale, non derivato dall'esperienza, esercitato dall'attività del soggetto sui dati sensibili, sostenendo che «i concetti senza intuizioni sono vuoti, le intuizioni senza concetti sono cieche».
Quel che rientra nella nostra capacità conoscitiva si limita per Kant al modo in cui la realtà appare ai nostri sensi, ossia al fenomeno, mentre al di fuori si trova il noumeno.
(Immanuel Kant, Critica della ragion pura [1781], cap. II, sez. VI, A491, B 519 )
Solo in una seconda edizione Kant ritenne di aggiungere alla sua Critica una «confutazione dell'idealismo», per respingere le interpretazioni della sua opera nell'ottica dell'idealismo di Berkeley.
Egli considerava infatti il proprio idealismo trascendentale equivalente ad un «realismo empirico», al quale contrapponeva viceversa il fenomenismo di Cartesio e Locke, da lui designato come «idealismo empirico» o «realismo trascendentale», che negando qualsiasi accesso diretto alla realtà conduceva allo scetticismo di Hume.
Kant teneva a sottolineare cioè la portata oggettiva del suo idealismo, per il quale noi non percepiamo sensazioni, pensieri, o meri riflessi della nostra interiorità, bensì i fenomeni, ritenuti comunque esterni a noi, e in grado di dare consistenza e significato alla conoscenza.

## L'idealismo trascendentale dopo Kant
L'ambiguità della posizione di Kant, che non sfuggì alle stesse accuse di fenomenismo che egli aveva rivolto altrove, spinse i suoi successori a porvi rimedio restando nell'ambito dell'idealismo trascendentale, sviluppandolo e reinterpretandolo.
Fichte riconobbe a Kant il merito di aver dato grande risalto all'attività dell'Io, ma gli contestò di avere slegato la conoscenza umana dalla cosa in sé, facendo dell'unità soggetto/oggetto un'entità puramente formale. Ad una forma deve corrispondere una sostanza, un contenuto, che Kant aveva bensì riconosciuto ma soltanto su un piano concettuale relegato all'ambito del fenomeno; egli svuotava così l'oggettività della sua stessa valenza oggettiva. Per Fichte, invece, il soggetto è «forma trascendentale» proprio in quanto crea da sé il suo contenuto, non potendo esserci soggetto senza oggetto.
Schelling valorizzò ulteriormente la portata ontologica dell'idealismo trascendentale, di cui è strumento l'intuizione intellettuale, che a differenza di quella sensibile crea e modella da sé il proprio contenuto. Il suo Sistema dell'idealismo trascendentale non si limita a studiare la modalità con cui il soggetto umano conosce, ma anche con cui agisce, creando inconsciamente la realtà oggettiva, che per Schelling è la Natura. L'idealismo schellinghiano descrive pertanto la storia dello Spirito nella quale l'Io prende gradualmente coscienza della propria potenza creativa, identificandosi progressivamente con l'Assoluto, pur senza realizzarlo mai in maniera definitiva. L'idealismo consiste in questa stessa presa di coscienza: si tratta di un cammino dalla necessità alla libertà che descrive «l'odissea dello Spirito», il quale «fugge da sé stesso» per potersi alla fine ritrovare.

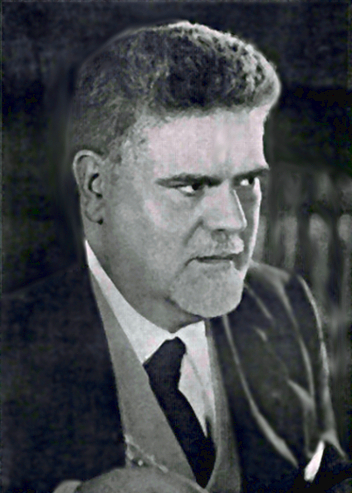
Giovanni Gentile

Hegel per parte sua si distanziò da Kant, accusandolo di impiantare l'oggettività della conoscenza dentro un «idealismo formale, o per meglio dire psicologico».
La differenza che separa il trascendentalismo kantiano dall'«idealismo empirico» di Berkeley sarà invece rimarcata da Gentile, per il quale ogni realtà esiste solo nell'atto che la pensa: Berkeley, pur affermando la dipendenza del reale dall'idea, cioè che non esistono oggetti al di fuori delle nostre percezioni, aveva continuato ad attribuire le rappresentazioni del mondo ad una Causa esterna (Dio), presupposta alla mente umana, mentre per Gentile ogni pensiero non può essere compreso prescindendo dalla propria autocoscienza o appercezione originaria, ossia dal pensiero attuale. Berkeley invece oggettivava il soggetto, rendendolo un semplice oggetto di esperienza empirica, trattava cioè l'«io trascendentale» alla stregua di un «io empirico».
[...] La vera attività pensante non è quella che definiamo, ma lo stesso pensiero che definisce.»
(Giovanni Gentile, Teoria generale dello spirito come atto puro [1916], cap. I, § 6)